# Буш, Джеб
Джон Эллис (Джеб) Буш (англ. John Ellis "Jeb" Bush; род. 11 февраля 1953, Мидленд, Техас) — американский политический и государственный деятель, республиканец, 43-й губернатор Флориды. Сын 41-го президента США Джорджа Буша (1924—2018) и Барбары Буш (1925—2018), младший брат 43-го президента США Джорджа Уокера Буша. Выдвигал свою кандидатуру на пост президента во время президентских выборов 2016-го года, но проиграл в республиканских праймериз Дональду Трампу.

## Биография
Джеб Буш родился в Мидленде, штат Техас. В возрасте шести лет семья переехала в Хьюстон. Прозвище Джеб составлено из первых букв имени и фамилии: ДЖон Эллис Буш.
Перед началом политической карьеры управлял семейным бизнесом в Техасе. В 1998 году был избран на пост губернатора Флориды, на второй срок был переизбран в 2002 году. После истечения губернаторских полномочий вошёл в совет директоров здравоохранительного фонда Tenet Healthcare. Впоследствии участвовал в руководстве банка Lehman Brothers.
Джеб Буш учредил инвестиционную фирму, офис которой размещен в Корал-Гейблс, Флорида. В апреле этого года фирма Джеба Буша (частный фонд прямых инвестиций) под названием Britton Hill Holdings LLC использовала поддержку со стороны китайского конгломерата с целью приобретения доли в транспортном стартапе в Стэмфорде, Коннектикут, стремясь извлечь прибыль из растущего спроса Азии на американскую сланцевую нефть и газ.
В 2014 году в американских СМИ часто упоминался в качестве возможного кандидата на пост Президента в 2016 году. 16 декабря 2014 года Буш объявил о своем намерении баллотироваться на пост Президента США, отказавшись от руководящих постов в политических, общественных и коммерческих организациях. Во время этой президентской гонки 10 февраля 2015 года Буш разместил на своем сайте переписку с избирателями за все восемь лет на посту губернатора Флориды. Вместе с ней в открытом доступе оказались имена, даты рождения и номера социального страхования его собеседников. После того как общественность забила тревогу, 12 февраля 2015 года почти все письма, за исключением нескольких сотен, были удалены с сайта. 21 февраля 2016 года во время праймериз выбыл из президентской гонки.

### Личная жизнь
В 1974 году женился на гражданке Мексики Колумбе Гарника Галло (р. 1953), которая в то время не говорила по-английски. Гражданкой США Колумба стала в 1979 году. Буш владеет испанским языком.
В 1995 году Буш перешёл из епископальной церкви в католическую.